# ييليتسكيي (كومي)
ييليتسكيي (بالروسية: Елецкий) هي مدينة في جمهورية كومي في روسيا.
يبلغ عدد سكانها حوالي 770 نسمة.